# 선덕여왕 (드라마)
《선덕여왕》(善德女王)은 2009년 5월 25일부터 12월 22일까지 방영된 MBC 월화 드라마로, 신라의 선덕여왕을 주인공으로 한 픽션이다.

## 등장 인물

### 주요 인물
- 이요원 : 덕만공주 역 (유년 시절 : 남지현) - 신라 27대 임금 선덕여왕(善德女王)
- 고현정 : 미실(美室) 역 (유년 시절 : 유이) - 진흥왕, 진지왕, 진평왕 등에게 색공한 후궁
- 엄태웅 : 김유신 역 (유년 시절 : 이현우) - 용화향도, 제15대 풍월주
- 박예진 : 천명공주 역 (유년 시절 : 김유정, 신세경) - 덕만공주의 쌍둥이 언니, 진평왕의 첫째 딸
- 김남길 : 비담 역 (유년 시절 : 박지빈) - 미실과 진지왕 사이에서 난 아들. (21회 엔딩 때 등장)

### 왕궁 인물
- 유승호 : 김춘추 역 (유년 시절 : 정윤석) - 천명공주와 김용수의 아들. 훗날 태종무열왕. (34~62회)
- 조민기 : 진평왕 역 (유년 시절 : 강산, 백종민) - 김백정 - 진흥왕의 장남인 동륜태자의 아들이고, 어머니는 만호부인이다.
- 윤유선 : 마야부인 역 (유년 시절 : 박수진) - 진평왕의 정비
- 미상 : 승만공주 역 - 신라 28대 임금 진덕여왕(眞德女王)
- 인교진 : 김용춘 역 - 진지왕의 차남, 제13대 풍월주
- 신구 : 을제 역
- 정호빈 : 문노 역 - 국선, 제8대 풍월주
- 김기현 : 거칠부 역 - 문노의 장인
- 홍충민 : 소화 역 - 진평왕의 시녀, 덕만의 양모
- 이은정 : 초선 역 - 천명의 시녀
- 정한헌 : 장헌 역 - 진평왕의 시종
- 이순재 : 진흥왕 역 - 김삼맥종
- 임호 : 진지왕 역 - 진흥왕의 차남, 동륜태자의 동생이자 진평왕의 숙부, 태종무열왕의 조부이다.
- 박정철 : 김용수 역 - 진지왕의 장남
- 정혜선 : 만호부인 역 - 진평왕의 생모. 후에 숙흘종과 혼인하여 만명부인을 낳은 김유신의 외조모.
- 박영지 : 주진공 역 - 필탄의 아버지, 상주정 당주
- 권성덕 : 이사부 역
- 문회원 : 노리부 역
- 최한호 : 수을부 역

### 미실궁인물
- 정웅인 : 미생 역 - 미실의 동생, 제10대 풍월주, 예부령
- 독고영재 : 세종 역 - 미실의 남편, 제6대 풍월주, 상대등(총리)
- 전노민 : 설원 역 - 미실의 정부, 제7대 풍월주, 병부령
- 김정현 : 하종 역 - 미실과 세종의 아들, 제11대 풍월주, 조부령
- 백도빈 : 보종 역 (유년 시절 : 곽정욱) - 미실과 설원의 아들, 일월성도, 제16대 풍월주
- 박은빈 : 보량궁주 역 - 보종의 딸, 태종무열왕 김춘추의 첫째 부인, 실제로는 보라궁주
- 안길강 : 칠숙 역 - 미실의 호위무사
- 이정훈 : 예길찬 역
- 송옥숙 : 서리 역 - 상천관
- 조명진 : 설매 역
- 오영수 : 월천대사 역 - 가야 출신의 격물사
- 강성필 : 산탁 역
- 김동수 : 협성 역
- 엄효섭 : 염종 역

### 김유신측 인물
- 정성모 : 김서현 역 - 김유신의 아버지
- 임예진 : 만명부인 역 - 김유신의 어머니
- 이문식 : 죽방 역
- 류담 : 고도 역
- 문지윤 : 시열 역 (유년 시절 : 신태훈)
- 전영빈 : 곡사흔 역 (유년 시절 : 정형민)
- 박영서 : 대풍 역 (유년 시절 : 이석민)
- 서강 : 양길 역
- 큐리 : 영모 역 - 김유신의 부인, 하종의 딸

### 서라벌 10화랑 외
- 고윤후 : 호재 역 - 실제 호림공. 제14대 풍월주
- 홍경인 : 석품 역 (유년 시절 : 노영학) - 청룡익도
- 이승효 : 알천 역 (유년 시절 : 호효훈) - 비천지도
- 류상욱 : 대남보 역 (유년 시절 : 김상빈) - 백호비도, 미생의 아들
- 강지후 : 임종 역 (유년 시절 : 김석) - 호국선도
- 서동원 : 덕충 역 (유년 시절 : 이도현) - 이화정도
- 장희웅 : 박의 역 (유년 시절 : 서상원) - 동백매도
- 이상현 : 필탄 역 (유년 시절 : 김태진) - 현무지도
- 최성조 : 선열 역 (유년 시절 : 오은석) - 운상인도
- 김동희 : 왕윤 역 (유년 시절 : 최우성) - 천시원도

### 복야회
- 주상욱 : 월야 역 - 몰락한 대가야의 왕족. 복야회의 수장
- 정호근 : 설지 역 - 철제 기술에 특출된 능력자

### 백제 세력
- 최원영 : 계백(백제의 달솔) 역
- 이대연 : 윤충 역
- 정종현 : 속함성 성주 역

### 그 외
- 박재정 : 사다함(제 5대 풍월주, 미실의 연인) 역
- 김동주
- 양현태
- 오시은

### 특별출연
- 박용식 : 흥륜사 주지 역
- 마멧굴로브 만수르 : 카탄(로마인 상인) 역
- 진경 : 삼월 역 - 여관
- 박정우 : 흑산 역 - 시위부의 무사
- 맹봉학
- 송민형 : 왕건 역
- 김정하 : 장희빈 역
- 손선근
- 윤영목
- 공재원 : 신라 대전내관 역
- 백윤흠
- 전해룡
- 오정석
- 정동규
- 김광인
- 고인범 : 중국사신 역
- 조광유
- 정병철 : 상인 역
- 권태원 : 당 사신 소제열 역
- 오기찬
- 정병호
- 이재우
- 서광재
- 최윤준
- 박규점
- 박우열
- 최성웅

## 제작진
| - 제작지원 : 경상북도, 경주시, 한국수력원자력, 놀부NBG, 서희건설, 천년한우, 서라벌대학 - 세트지원 : 신라밀레니엄파크 - 촬영지원 : 경주교육문화회관 - 촬영협조 : 우외진(경주시청), 이강우, 정상준, 이동수 이석준(경상북도청), 변종경, 황병민(신라밀레니엄파크), 김상윤(경주교육문화회관) - 장소협찬 : 충청남도개발공사, 재원테마랜드, 상주시청, 한국레저개발, 경주 블루모아 리조트, 경주소방서 - 촬영감독 : 김세홍, 채창수, 홍성욱, 김영철 - 스테디캠 : 김병권 - 포커스풀러 : 임형준 - 촬영보 : 문영수, 김성환, 박승민 - 조명 : 이정학, 정승주, 이진택, 김진평, 최병길, 김동규, 김성종, 임종성, 박언호, 박범준, 이형우, 임길종, 황현태 - 발전차 : 조윤성, 민광기, 오재봉 - 동시녹음 : 김수환, 박용준, 김성태, 박광식, 임준아, 김보름 - 크레인 : 선지윤, 문관영, 박영호 - 카메라보조 : 김찬섭, 신희경, 고대석, 강승우, 한채열, 김대진 - 조명크레인 : 김민환 - 미술제작 : MBC미술센터 - 미술감독 : 정지섭 - 세트디자인 : 이영주, 소영준 - 세트장치 : 김진희, 지윤현, 박동순 - 작화 : 최영호 - 소도구 : 이진호, 윤상은, 임수상, 한규석, 유인선, 이용래 - 의상디자인 : 이혜란, 박현임, 박소연 - 의장 : 한창섭, 장윤혜, 정문진, 심현아, 김민정, 길혜진 - 분장 : 임규빈, 윤병택, 이화랑, 심현주, 차상훈, 전영민 - 미용 : 이은영, 이명순, 신보라미, 최혜빈, 나보미 - 미술지원 : 김성우, 강치준, 김영민, 곽정훈, 유광호 - 미술행정 : 최호연 - 세트 : 편창돈, 고석호 - 장신구 : 한상대, 윤대원, 송일종 - 가발 : 이명자, 이희숙 - 보조출연 : 백석현, 김재련 - 캐스팅디렉터 : 문형욱 - 캐스팅 : 정현숙 - 아역캐스팅 : 아이앤아이, 박소영 | - 외국인캐스팅 : 김상익, 홍승아 - 무술감독 : 김성실, 김춘근 - 무술지도 : 김필수(액션마스터), 유관형 - 특수효과 : 퓨처비전 - 기술감독 : 신현귀 - 카메라감독 : 안진영, 김창배, 임대혁 - 조명감독 : 오승만 - 조명조감독 : 백광민 - 음향감독 : 이순조 - 녹화 : 신동창 - 영상 : 조향철 - 스튜디오조명 : 정수동, 김태한, 김덕일 - 스튜디오음향 : 채윤수, 나희철, 견상은 - 편집 : 황금봉 - 편집보 : 권인영, 김혜련 - 편집감독 : 임경래 - 종합편집 : 강양운 - 음향효과 : 김기수, 이석준, 김병구, 홍전민, 문성용, 박영민, 이주원, 김종민 - 특수영상감독 : 최진형 - 특수영상 : 박은석, 최장환, 박현영 - 컬러리스트 : 임신환 - 컴퓨터그래픽 : 표정은 - CG : DTI / 동아방송 예술대학 디지털영상과 - 타이틀디자인 : 박명호 - 로고디자인 : 최종훈 - 음악감독 : 엄기엽 - 작곡 : 서민영, 김희진 - 타이틀음악 : 박정식 - 음악 : 이광희 - 홍보 : 한임경(남궁성우), 오진이, 이은형 - 메이킹 : 김병혁 - 행정 : 홍미란 - 제작프로듀서 : 윤성호, 정지영 - 제작행정 : 우경순 - 보조작가 : 김지운, 김진희 - 섭외 : 안은남 - 기록 : 윤수민, 하현정 - 진행 : 이은호, 유내동, 이헌득, 이용궁, 방승민 - 연출 : 최준배, 최정규, 박원국, 유희준 |

## 시청률
아래는 시청률로, 빨간색 수치는 최고 시청률, 파란색 수치는 최저 시청률을 나타낸다.
| 2009년      | 2009년               | 2009년         | 2009년       | 2009년         | 2009년       |
| 회차        | 방송일               | TNmS 시청률    | TNmS 시청률  | AGB 시청률     | AGB 시청률   |
| 회차        | 부제 (서브 타이틀)   | 대한민국(전국) | 서울(수도권) | 대한민국(전국) | 서울(수도권) |
| ----------- | -------------------- | -------------- | ------------ | -------------- | ------------ |
| 1회         | 첫 번째 여왕         | 16.0%          | 17.1%        | 15.3%          | 16.8%        |
| 2회         | 두 번째 여왕         | 16.6%          | 17.8%        | 15.5%          | 17.2%        |
| 3회         | 세 번째 여왕         | 21.3%          | 23.3%        | 18.2%          | 20.3%        |
| 4회         | 네 번째 여왕         | 22.3%          | 23.8%        | 20.3%          | 21.7%        |
| 5회         | 다섯 번째 여왕       | 21.6%          | 23.7%        | 20.6%          | 23.8%        |
| 6회         | 여섯 번째 여왕       | 25.2%          | 27.1%        | 23.3%          | 25.2%        |
| 7회         | 일곱 번째 여왕       | 27.9%          | 30.0%        | 25.8%          | 27.3%        |
| 8회         | 여덟 번째 여왕       | 29.7%          | 32.0%        | 26.9%          | 29.1%        |
| 9회         | 아홉 번째 여왕       | 28.1%          | 30.0%        | 25.8%          | 27.6%        |
| 10회        | 열 번째 여왕         | 27.9%          | 29.4%        | 25.5%          | 26.8%        |
| 11회        | 열한 번째 여왕       | 29.4%          | 30.8%        | 27.8%          | 29.4%        |
| 12회        | 열두 번째 여왕       | 29.2%          | 30.5%        | 29.1%          | 30.7%        |
| 13회        | 열세 번째 여왕       | 29.9%          | 31.6%        | 29.0%          | 30.9%        |
| 14회        | 열네 번째 여왕       | 31.0%          | 31.9%        | 30.0%          | 31.8%        |
| 15회        | 열다섯 번째 여왕     | 31.6%          | 32.8%        | 30.9%          | 33.5%        |
| 16회        | 열여섯 번째 여왕     | 31.7%          | 33.5%        | 31.0%          | 34.0%        |
| 17회        | 열일곱 번째 여왕     | 30.7%          | 32.0%        | 30.4%          | 32.8%        |
| 18회        | 열여덟 번째 여왕     | 32.8%          | 34.4%        | 30.5%          | 32.6%        |
| 19회        | 열아홉 번째 여왕     | 32.7%          | 34.1%        | 32.0%          | 34.0%        |
| 20회        | 스무 번째 여왕       | 34.9%          | 36.0%        | 34.6%          | 36.3%        |
| 21회        | 스물한 번째 여왕     | 31.9%          | 33.2%        | 29.7%          | 31.2%        |
| 22회        | 스무두 번째 여왕     | 35.4%          | 36.4%        | 33.2%          | 35.5%        |
| 23회        | 스무세 번째 여왕     | 37.5%          | 39.6%        | 35.6%          | 38.0%        |
| 24회        | 스무네 번째 여왕     | 39.5%          | 41.7%        | 38.0%          | 40.5%        |
| 25회        | 스무다섯 번째 여왕   | 39.0%          | 40.4%        | 37.6%          | 39.1%        |
| 26회        | 스무여섯 번째 여왕   | 42.0%          | 44.3%        | 39.7%          | 41.7%        |
| 27회        | 스무일곱 번째 여왕   | 40.3%          | 41.7%        | 38.4%          | 41.1%        |
| 28회        | 스무여덟 번째 여왕   | 42.0%          | 43.6%        | 41.0%          | 43.1%        |
| 29회        | 스무아홉 번째 여왕   | 42.2%          | 44.7%        | 40.0%          | 41.5%        |
| 30회        | 서른 번째 여왕       | 42.1%          | 44.4%        | 41.7%          | 44.0%        |
| 31회        | 서른한 번째 여왕     | 43.5%          | 45.4%        | 39.7%          | 42.3%        |
| 32회        | 서른두 번째 여왕     | 40.6%          | 42.9%        | 38.4%          | 39.8%        |
| 33회        | 서른세 번째 여왕     | 40.6%          | 42.1%        | 39.9%          | 41.7%        |
| 34회        | 서른네 번째 여왕     | 42.3%          | 43.9%        | 40.0%          | 43.2%        |
| 35회        | 서른다섯 번째 여왕   | 41.6%          | 44.6%        | 40.8%          | 44.4%        |
| 36회        | 서른여섯 번째 여왕   | 39.6%          | 41.1%        | 38.9%          | 42.3%        |
| 37회        | 서른일곱 번째 여왕   | 39.1%          | 40.3%        | 36.9%          | 39.9%        |
| 38회        | 서른여덟 번째 여왕   | 39.5%          | 40.4%        | 38.2%          | 40.6%        |
| 39회        | 서른아홉 번째 여왕   | 39.3%          | 40.6%        | 39.2%          | 41.3%        |
| 40회        | 마흔 번째 여왕       | 39.6%          | 40.6%        | 39.7%          | 43.4%        |
| 41회        | 마흔한 번째 여왕     | 38.1%          | 39.9%        | 38.1%          | 40.3%        |
| 42회        | 마흔두 번째 여왕     | 38.0%          | 38.8%        | 37.9%          | 40.2%        |
| 43회        | 마흔세 번째 여왕     | 38.3%          | 38.8%        | 37.2%          | 39.3%        |
| 44회        | 마흔네 번째 여왕     | 37.6%          | 38.7%        | 37.8%          | 40.4%        |
| 45회        | 마흔다섯 번째 여왕   | 39.3%          | 41.5%        | 38.3%          | 40.9%        |
| 46회        | 마흔여섯 번째 여왕   | 40.8%          | 43.0%        | 39.4%          | 42.3%        |
| 47회        | 마흔일곱 번째 여왕   | 41.7%          | 43.7%        | 39.6%          | 42.1%        |
| 48회        | 마흔여덟 번째 여왕   | 42.4%          | 44.1%        | 40.2%          | 42.6%        |
| 49회        | 마흔아홉 번째 여왕   | 44.9%          | 46.7%        | 43.6%          | 45.8%        |
| 50회        | 쉰 번째 여왕         | 44.4%          | 46.1%        | 43.3%          | 45.7%        |
| 51회        | 쉰한 번째 여왕       | 42.3%          | 44.4%        | 39.0%          | 42.2%        |
| 52회        | 쉰두 번째 여왕       | 37.7%          | 39.1%        | 38.1%          | 41.1%        |
| 53회        | 쉰세 번째 여왕       | 35.0%          | 36.1%        | 34.8%          | 37.4%        |
| 54회        | 쉰네 번째 여왕       | 36.5%          | 38.3%        | 34.1%          | 36.8%        |
| 55회        | 쉰다섯 번째 여왕     | 35.3%          | 36.0%        | 35.3%          | 37.8%        |
| 56회        | 쉰여섯 번째 여왕     | 36.9%          | 38.0%        | 34.5%          | 37.4%        |
| 57회        | 쉰일곱 번째 여왕     | 38.0%          | 39.1%        | 34.0%          | 36.2%        |
| 58회        | 쉰여덟 번째 여왕     | 36.2%          | 37.9%        | 34.4%          | 35.7%        |
| 59회        | 쉰아홉 번째 여왕     | 35.8%          | 36.4%        | 32.3%          | 33.9%        |
| 60회        | 예순 번째 여왕       | 35.8%          | 37.4%        | 32.8%          | 34.5%        |
| 61회        | 예순한 번째 여왕     | 35.1%          | 37.1%        | 32.3%          | 34.5%        |
| 62회        | 마지막 여왕 (최종회) | 37.7%          | 39.7%        | 35.7%          | 38.5%        |
| 평균 시청률 | 평균 시청률          | 35.1%          | 36.6%        | 33.6%          | 35.8%        |

## 연장 사유
- 2009년 8월 31일 : 선덕여왕 방영 분량이 50부작에서 12회 연장되어 62부작으로 변경 및 확정되었다.

## 역사와 다른 점
드라마 《선덕여왕》은 실제 역사를 그대로 반영한 것이 아닌 팩션이기 때문에 《삼국유사》나 《삼국사기》 등의 실제 사료와는 차이가 있다. 또한 위작 논란이 있는 필사본 《화랑세기》를 많이 참고했다고 주장하지만, 대부분의 내용이 그 책과도 일치하지 않는다.
- 진흥왕은 43세에 사망하였으나, 드라마에서는 진흥왕은 원로배우 이순재(당시 76세)가 머리카락이 희끗희끗한 모습으로 연기하였다.
- 진평왕의 뒤를 이은 선덕여왕은 실제로는 진평왕의 맏딸이며 천명공주는 둘째 딸이나, 드라마에서는 이와 반대로 천명공주가 맏딸, 덕만공주가 둘째 딸이라는 설정으로 바뀌었다(필사본 《화랑세기》의 기록을 따름). 더불어 쌍둥이라는 설정이 추가되었으며, 덕만공주가 쌍생으로 궁에서 쫓겨나서 낭도생활을 했다는 것 역시 허구이다.
- 진평왕의 재위 연도는 서기 579년부터 632년까지로 53년 간이지만, 드라마에서는 30년 정도 밖에 안 됨을 암시하는 내용이 나온다.
  - 즉 선덕여왕의 유모 소화가 칠숙의 손에 죽으며 “우리는 30년 돌고돌아 결국 그 자리네요.”라고 말하는 부분이 나오는데, 소화가 칠숙의 손에 죽는 것이 미실의 반란 와중이고, 미실의 반란이 끝난 후 곧 진평왕이 승하하는 것으로 나온다. 소화와 칠숙의 악연이 천명공주와 선덕여왕의 탄생 때 시작되고, 마야부인이 그 두 공주를 회임한 것이 진평왕 즉위 이전으로 나오는 것을 감안하면, 이 드라마는 진평왕의 재위 기간을 31년 내지 32년으로 축소하고 있는 것이다.
  - 이는 실수나 역사에 대한 무지의 소치가 아니고, 드라마의 내용 전개상 의도적으로 했다고 보아야 한다. 즉 역사적 사실에 근거해 진평왕의 재위 기간을 53년으로 하면, 진평왕 즉위 당시 10대 말 또는 20대 초였을 소화, 칠숙, 하종 등과, 적어도 30대였을 미실, 노리부, 설원 등은 진평왕의 승하 시점에는 70대에서 80대의 노인이 된다. 이렇게 나이 많은 노인으로 설정된다면 이야기를 전개하는데 무리가 있기 때문에 의도적으로 즉위 기간을 낮출 수밖에 없다.
  - 또한 역사 기록에 나오는 진평왕은 비교적 강력한 군주의 이미지임에 반해, 드라마에서는 아주 유약한 인물로 그려져 있다.
- 김유신의 출생연도가 15년쯤 앞당겨져 있다.
  - 천명공주와 선덕여왕이 언제 태어났는지는 역사 기록에 나와 있지 않지만, 이 드라마대로 마야부인이 진평왕 즉위 이전에 천명공주와 선덕여왕을 회임했다면, 두 공주의 생년은 진평왕이 즉위한 579년이나 그 다음 해인 580년이 된다. 하지만 천명공주와 선덕여왕과는 달리 김유신의 출생연도는 595년으로 기록되어 있다.
  - 51회에서 드디어 여왕이 되었다. 따라서 선덕여왕과 천명공주가 579년이나 580년에 태어난 것으로 한다면, 김유신보다 15세 내지 16세 많으므로 김유신의 아역인 이현우(1993년생)가 나올 때는 선덕여왕이나 천명공주의 역은 성인 배우가 맡았어야 옳겠지만, 천명공주 역은 신세경(1990년생)이, 선덕여왕 역은 남지현(1995년생)이 맡음으로써 역사적 사실에 맞지 않게 된다.
  - 드라마의 내용과 별개로 역사적 사실로 보면, 선덕여왕의 출생 연도를 추측할 방법이 거의 없다. 하지만 천명공주의 경우 그의 아들 김춘추가 602년에 태어났으므로, 출산 당시 천명공주의 나이를 어림잡아 16세로 본다면 586년 이전에 태어났다. 따라서 595년에 태어난 김유신보다 적어도 아홉 살 내외로 나이가 더 많았다.
  - 이 드라마의 가장 중요한 줄거리 중의 하나가 천명공주와 선덕여왕이 진평왕 즉위 이후 1년도 안 되어 태어났다는 것임을 감안하면, 역사에 595년으로 기록되어 있는 김유신의 출생연도를 이 드라마에서는 580년경으로 앞당겨 버린 것이 된다.
- 백제가 신라 장수 검일의 도움을 받아 대야성을 함락한 것은 서기 642년이다. 이때 대야성 성주는 김춘추의 사위 품석이었는데, 이 전쟁으로 백제군에 의해 살해된다. 김춘추가 602년생이므로 대야성 함락 당시 40세였다는 이야기가 되는데, 그 당시 귀족들이 조혼하는 일이 많았던 것을 감안하면 40세의 나이에 장성한 사위가 있는 것은 충분히 가능한 일이다. 그러나 드라마에서는 대야성 함락 당시의 김춘추 역을 1993년생인 유승호가 맡았는데, 결국 40세 인물의 역을 16세의 소년이 맡은 것이므로, 역사적 사실과는 전혀 맞지 않는 배역인 것이다.
- 태종무열왕의 아버지는 김용춘인데, 드라마에서는 김용춘의 형 김용수(화랑세기에만 등장)의 아들로 되어 있다. 이는 필사본 화랑세기의 기록을 따른 것이다.
- 드라마에서는 미실이 스스로 왕위에 오르기 위하여 수하 장수들과 함께 반란을 일으킨 것으로 되어 있으나, 이는 작가의 상상력으로 만들어낸 픽션이다. 실제 역사서에는 칠숙, 석품이 주도하여 선덕여왕의 즉위 직전에 난을 일으켰다는 점만 기록되어 있다.
- 드라마에서는 비담의 반란에 미생, 하종, 보종, 주진공, 호재, 필탄 등 미실파 인물들과 귀족들이 대거 가담한 것으로 묘사되어 있으나, 삼국사기 등의 사서에는 ‘비담과 염종이 난을 주도하였다’라는 언급만 나타난다.
- 드라마에서는 보량궁주와 김춘추가 혼인을 한 것으로 나오나, 실제로(필사본 화랑세기에 따르면)는 보라궁주이며 보량궁주는 보라궁주의 동생이다. 또한, 문명왕후는 나오지 않는다.
- 삼국사기에서는 비담의 난 도중 선덕여왕이 사망하였으나, 드라마에서는 비담의 난이 끝난 뒤 선덕여왕이 승하하는 것으로 나온다. 역사에서 알려진 비담과 선덕여왕에서의 관계는 상대등과 왕 이외에 알려진 바가 전혀 없다.
- 드라마에서 대남보는 미생의 아들로써 등장하지만 실제 대남보는 김용춘의 사람이었으며 미생과는 혈연관계가 없다.
- 드라마 안에서 진덕여왕에 대한 언급이 전혀 없었고 등장하지 않았기에, 마치 선덕여왕의 뒤를 김춘추가 잇는 것처럼 보이는 부면이 있다. 후에 선덕여왕 스페셜 편에서 유알하게 드라마에서 진덕여왕이 언급이 된 장면이 미방송되었음을 보여주는데 그 장면에서는 선덕여왕이 죽기 직전 김춘추에게 왕위를 승만공주에게 넘기라는 유지를 남기면서 김춘추가 승만공주의 뒤를 이을 것을 전하는 내용이 나온다. 실제 역사 속에는 승만공주가 먼저 왕위에 오르고 그 다음이 김춘추가 왕위에 올랐다.

## 음반

### 선덕여왕 O.S.T
| #            | 제목                              | 가수            | 재생 시간 |
| ------------ | --------------------------------- | --------------- | --------- |
| 1.           | 〈Main Title〉                    | Various Artists | 0:45      |
| 2.           | 〈유리잔〉                        | Various Artists | 2:02      |
| 3.           | 〈미실 테마〉                     | Various Artists | 3:27      |
| 4.           | 〈달을 가리운 해〉                | 이소정          | 3:42      |
| 5.           | 〈발밤발밤〉                      | 홍광호          | 3:43      |
| 6.           | 〈바람꽃 (E.S)〉                  | 예송            | 4:04      |
| 7.           | 〈아라로〉                        | 아이유          | 3:46      |
| 8.           | 〈도리안 (到離岸)〉               | Various Artists | 3:43      |
| 9.           | 〈비재 (比才)〉                   | Various Artists | 1:48      |
| 10.          | 〈Passo Dopo Passo〉              | 폴 포츠         | 3:43      |
| 11.          | 〈바람꽃 (E.S)〉                  | 아이유          | 4:05      |
| 12.          | 〈Come, People Of God〉           | 이소정          | 3:42      |
| 13.          | 〈사라 (紗羅)〉                   | Various Artists | 3:57      |
| 14.          | 〈가질 수 없는.. 안을 수 없는..〉 | Various Artists | 3:43      |
| 15.          | 〈Destruction Of The Kingdom〉    | Various Artists | 2:37      |
| 16.          | 〈덕만 테마〉                     | Various Artists | 3:35      |
| 17.          | 〈하눌나리〉                      | Various Artists | 1:56      |
| 18.          | 〈낭장결의〉                      | Various Artists | 1:48      |
| 19.          | 〈Dreams〉                        | Various Artists | 3:45      |
| 20.          | 〈The Rising Empire〉             | Various Artists | 2:11      |
| 총 재생 시간 | 총 재생 시간                      | 총 재생 시간    | 1:02:02   |

### Special OST
| #            | 제목                  | 가수         | 재생 시간 |
| ------------ | --------------------- | ------------ | --------- |
| 1.           | 〈오직 한사람〉       | 엄태웅       | 4:12      |
| 2.           | 〈그대가 그립습니다〉 | 주상욱       | 3:44      |
| 3.           | 〈Impression〉        | 엄태웅       | 3:41      |
| 총 재생 시간 | 총 재생 시간          | 총 재생 시간 | 11:37     |

### Special OST Part. 2
| #            | 제목                          | 가수         | 재생 시간 |
| ------------ | ----------------------------- | ------------ | --------- |
| 1.           | 〈悲談 (비담) (슬픈 이야기)〉 | 이요원       | 4:20      |
| 총 재생 시간 | 총 재생 시간                  | 총 재생 시간 | 4:20      |

## 도서
| 책 이름                | 출시일          | 저자   | 판형          | 출판사      | 국제 표준 도서 번호 |
| ---------------------- | --------------- | ------ | ------------- | ----------- | ------------------- |
| 선덕여왕 세트 (전 3권) | 2009년 8월 17일 | 류은경 | A5, 148*210mm | MBC프로덕션 | ISBN 9788996047889  |

## 수상 경력
- 2009년 MBC 연기대상 시청자가 뽑은 올해의 드라마
- 2009년 MBC 연기대상 대상 고현정
- 2009년 MBC 연기대상 여자 최우수상 / 베스트 커플상 이요원
- 2009년 MBC 연기대상 남자 최우수상 엄태웅
- 2009년 MBC 연기대상 남자 우수상 / 베스트 커플상 김남길
- 2009년 MBC 연기대상 남자 조연상 안길강
- 2009년 MBC 연기대상 여자 조연상 서영희
- 2009년 MBC 연기대상 여자 아역상 남지현
- 2009년 MBC 연기대상 남자 신인상 유승호, 이승효
- 2009년 MBC 연기대상 프로듀서상 신구
- 2009년 MBC 연기대상 특별상 김성실
- 2009년 MBC 연기대상 작가상 김영현, 박상연
- 2010년 백상예술대상 TV부문 대상 고현정
- 2010년 백상예술대상 남자 신인상 김남길
- 2010년 한국PD대상 TV 드라마부문 작품상 박홍균
- 2010년 제5회 서울 드라마 어워즈 최우수작품상 - 장편
- 2010년 제5회 서울 드라마 어워즈 한류드라마 작가상 김영현, 박상연
- 2010년 제5회 서울 드라마 어워즈 한류드라마 여자배우상 고현정

## 표절 논란
2012년 12월 24일 서울고법 민사5부(부장 권택수)는 “정신적 손해에 대한 위자료 1000만원 등 2억원을 배상하라”고 판결하였으나 2014년 7월 24일 대법원 3부(박보영 대법관)는 "내용이 유사하다고 볼 수 없고 뮤지컬과 드라마가 독립적으로 작성되어 같은 결과에 이르렀을 가능성을 배제할 수 없다"며 원고 패소 취지로 고등법원으로 파기환송하였다. 이후 파기환송심과 재상고심이 진행되었고, 2015년 5월 14일 대법원은 드라마 선덕여왕이 저작권 침해를 한 적이 없다는 판결을 확정하여, 5년 간 진행된 논란에 종지부를 찍었다..

## 참고 사항
- 전작 내조의 여왕과 함께 2009년 12월 열린 제 22회 한국방송작가상 시상식 드라마 부분 후보에 올랐으나 "단수집필자에 의해 쓰여진 순수 창작물 위주"라는 한국방송작가상 규정에서 미달되어 최종 후보에서 탈락했다[7].
- 2010년 1월 5일부터 1월 31일까지 이 드라마를 원작으로 한 뮤지컬 《선덕여왕》이 상연되었다.